# Lammzunge
Die Lammzunge (Arnoglossus laterna) ist ein Plattfisch in europäischen und afrikanischen Küstengewässern. Sie ist im Nordostatlantik von Norwegen bis Mauretanien und im Mittelmeer anzutreffen.

## Merkmale
Die Lammzunge ist wie alle Butte seitlich stark abgeflacht und besitzt einen langgezogenen und längsovalen, asymmetrisch gebauten Körper. Dabei erreicht sie eine Gesamtlänge von maximal 20 Zentimetern, ist damit also ein relativ kleiner Plattfisch. Die Augen liegen beide auf der linken Körperhälfte, während der Fisch im Regelfall mit der rechten Seite auf dem Gewässerboden liegt. Die Schuppen der Augenseite sind glatt und lösen sich bei Berührung sehr leicht ab. Entlang der Seitenlinie befinden sich zwischen 50 und 56 Schuppen.
Die Grundfärbung der Augenseite ist grau bis braun mit unregelmäßig verteilten dunklen Flecken. Die rechte Körperhälfte (Blindseite) ist grau. Die Rückenflosse setzt bereits vor den Augen am Kopf an, ihre vordersten Flossenstrahlen sind häufig frei stehend und nicht durch eine Flossenhaut verbunden. Sie besitzt 82 bis 98 und die Afterflosse 54 bis 74 Flossenstrahlen.

## Verbreitung
Die Lammzunge lebt an den Küsten des Atlantischen Ozeans von Norwegen bis nach Mauretanien, vereinzelt auch bis Angola, sowie im Mittelmeer und im Schwarzen Meer. Dabei lebt sie vor allem auf schlammigem, sandigen und felsigem Grund in Tiefen bis 200 Meter.

## Lebensweise
Die Lammzunge erbeutet vornehmlich am Boden Krebse, Weichtiere und kleine Bodenfische. Die Laichzeit erstreckt sich vom April bis zum August.

## Systematik
Die Lammzunge ist eine von 35 anerkannten Arten der Gattung Arnoglossus innerhalb der Butte (Bothidae).

## Belege